# 實心胎
實心胎是內部為實心而免充氣補胎的輪胎。實心胎大多用於產業機械，例如：堆高機、中小型推土機及工程作業車輛等。

## 分类
實心胎分為：
1. 全膠胎，早期橡膠原物料便宜時大多皆為全膠胎。
2. 填充尼龍紗胎，近年來由於橡膠原物料高漲，實心胎胎體為了節省橡膠含量降低成本，因而增加了尼龍紗的含量。
3. 再生胎，分為兩種，A：舊胎胎面除膠接著新的耐磨膠面。B：實心胎胎體填充回收處理過的橡膠。
4. 包膠胎，在金屬鋼圈或哈母直接接著橡膠。